# 日維爾卡
50°27′54″N 24°15′24″E / 50.46500°N 24.25667°E

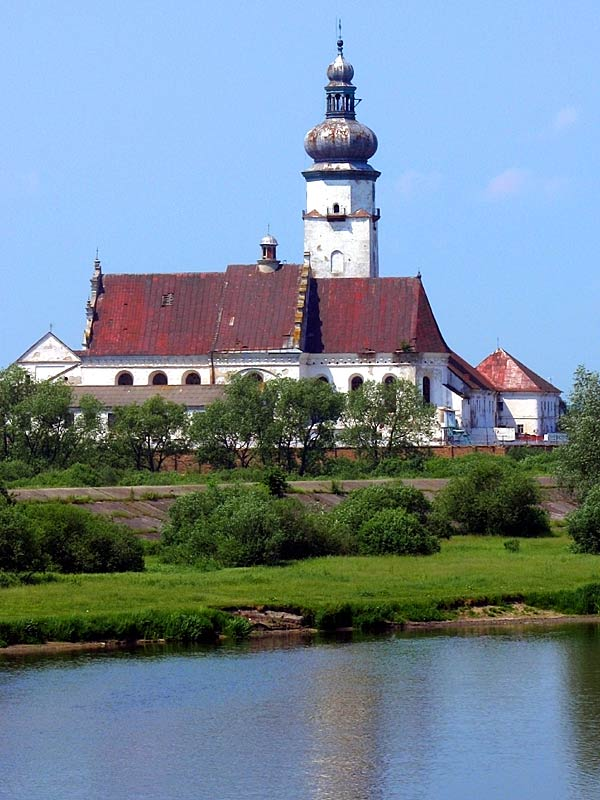

日維爾卡（烏克蘭語：Жвирка），是烏克蘭的市級鎮，位於該國西部利沃夫州，處於利沃夫以北73公里，始建於1885年，面積2.18平方公里，2022年人口3,612，人口密度每平方公里1,701.83人。